# Ardistomis obliquata
Ardistomis obliquata är en skalbaggsart som beskrevs av Jules Putzeys. Ardistomis obliquata ingår i släktet Ardistomis och familjen jordlöpare. Inga underarter finns listade i Catalogue of Life.